# Iota Sagittarii
Iota Sagittarii ( Sagittarii) é uma estrela na direção da constelação de Sagittarius. Possui uma ascensão reta de 19h 55m 15.68s e uma declinação de −41° 52′ 06.3″. Sua magnitude aparente é igual a 4.12. Considerando sua distância de 189 anos-luz em relação à Terra, sua magnitude absoluta é igual a 0.30. Pertence à classe espectral K0III.